# Psilocistella
Psilocistella — рід грибів родини Hyaloscyphaceae. Назва вперше опублікована 1977 року.

## Класифікація
Згідно з базою MycoBank до роду Psilocistella відносять 14 офіційно визнаних видів:
- Psilocistella alchemillae
- Psilocistella cejpii
- Psilocistella conincola
- Psilocistella deschampsiae
- Psilocistella fonticola
- Psilocistella jasmini
- Psilocistella lignatilis
- Psilocistella macrospora
- Psilocistella nympharum
- Psilocistella obsoleta
- Psilocistella parca
- Psilocistella priapi
- Psilocistella quercina
- Psilocistella vernalis